# Oberleitungsbus Modena
Der im Jahr 1950 in Betrieb genommene Oberleitungsbus Modena ist ein aus drei Linien bestehendes O-Bussystem in der italienischen Provinzhauptstadt Modena, betrieben von der Società Emiliana Trasporti Autofiloviari (SETA). Neben Rimini und den benachbarten Netzen von Bologna und Parma ist es damit eins von vier noch bestehenden Systemen seiner Art in der Region Emilia-Romagna, die damit über die meisten aktiven O-Busnetze des Landes verfügt.

## Liniennetz
Derzeit besteht das O-Busnetz in Modena aus drei Durchmesserlinien (Stand Juli 2013):
| Linie | Strecke                                                                 | Takt HVZ / NVZ  | Takt Sommer |
| ----- | ----------------------------------------------------------------------- | --------------- | ----------- |
| 6     | Via Santi – Barriera Sant'Agostino – Piazza Risorgimento – Via Chinnici | 12 / 20 Minuten | 20 Minuten  |
| 7     | Viale Gramsci – Stazione FS – Barriera Sant'Agostino – Via Gottardi     | 10 / 12 Minuten | 15 Minuten  |
| 11    | Sant'Anna – Stazione FS – Piazza Risorgimento – Viale dello Zodiaco     | 10 / 12 Minuten | 20 Minuten  |

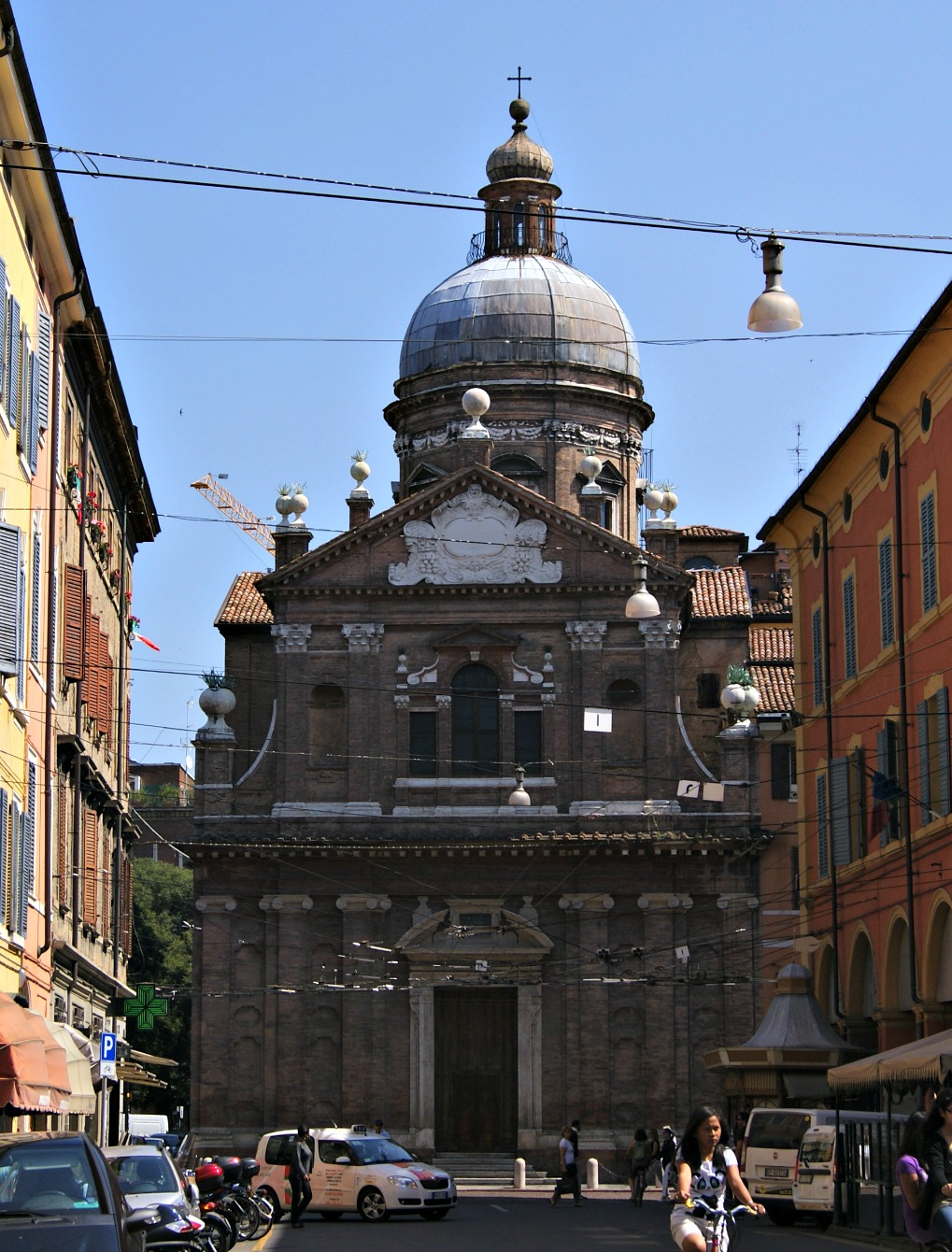
Die Fahrleitungskreuzung vor der Chiesa del Voto bildet den zentralen Punkt des O-Busnetzes

Zentraler Punkt des Netzes ist die Kreuzung von Via Emilia und Corso Duomo vor der Chiesa del Voto, unweit der Kathedrale von Modena gelegen. Die dortige Fahrleitungskreuzung wird im Regelbetrieb von allen Linien befahren. Direkt neben der Westfassade des Doms existiert als Besonderheit zudem eine ampelgeregelte Hausdurchfahrt, die von den Linien 6 und 11 passiert wird.
Die Linie 6 beginnt im Nordwesten der Stadt, wo über eine Häuserblockschleife durch die Via Antonio Cesari und Via Filippo Paolucci gewendet wird. In der Via Santi Venceslao befindet sich die Endhaltestelle. Über die Via Cesare Costa wird dann wieder der Verzweigungspunkt der Wendeschleife erreicht. Von hier aus führt die Strecke über die Via Paolo Ruffini, die Via Cristoforo Galaverna stadteinwärts. Durch die Viale Monte Kosica wird der Busbahnhof Autostazione Modena angebunden, bevor die Linie über den Largo Aldo Moro die Via Emilia erreicht. An der Kathedrale vorbei wird auf dem Corso Canal Chiaro die südliche Innenstadt durchquert. Am Piazzale Risorgimento Italiano zweigt die Linie 11 von der gemeinsam bedienten Innenstadtstrecke. Die Linie 6 verläuft durch die Viale Carlo Sigonio zur Viale Buon Pastore und auf der Via Fratelli Rosselli aus der Stadt heraus. Am südlichen Stadtrand wird dann über die Via Forli die Wendeschleife im Neubaugebiet an der Via Rocco Chinnici erreicht.
Ausgangspunkt der Linie 7 ist die Via Rocco Chinnici im Norden der Stadt. Die Endhaltestelle befindet sich am nördlichen Ende der großzügig angelegten Allee, auf der die Strecke in Richtung Stadtzentrum verläuft. Auf der Strada Canaletto Centro werden dann gemeinsam mit der Linie 11 die östlichen Gleisanlagen des Bahnhofs überquert, bevor dessen Vorplatz mittels einer kurzen Stichfahrt durch die  Viale Francesco Crispi erreicht wird. Über die Via Monte Kosica verläuft die Linie 7 zum Busbahnhof, wo sie auf die O-Buslinie 6 trifft. Auf der Via Emilia wird anschließend das Zentrum durchquert. Am Lago Garibaldi verlässt die Strecke die Innenstadt und folgt der Via Emilia Est. Von der Via del Pozzo zweigt die Strecke auf das Areal der Poliklinik ab, dass auf einer Busspur durchquert wird, bevor die Linie die Via Giuseppe Campi erreicht. Am östlichen Campus der Universität Modena und Reggio Emilia vorbei wird durch die Via Alfredo Braghiroli die Wendeschleife am Kreisverkehr in der Via G. Gottardi erreicht. Die östliche Endhaltestelle befindet sich am Parkplatz der Fakultät für Ingenieurwissenschaften.
Die Linie 11 beginnt nordwestlich des Zentrums in Sant'Anna. Unmittelbar nach dem Abbiegen in die Via delle Suore wird die Betriebshofeinfahrt passiert. Durch die Via Arturo Anderlini (stadteinwärts) beziehungsweise Via Don Elio Monari (stadtauswärts) verlaufen die Fahrleitungen richtungsgetrennt, bevor die Linie wieder auf die Via delle Suore zurückkehrt. An der Via Canaletto Centro trifft die Strecke auf die O-Buslinie 7, mit der sie gemeinsam durch eine Stichfahrt den Bahnhof erschließt. Während die Linie 7 zum Busbahnhof abzweigt und dabei die Altstadt vorerst nördlich umrundet, kehrt die Linie 11 zur Piazza Bruni, dem Ausgangspunkt der Stichfahrt, zurück um von hier aus direkt ins Zentrum zu verlaufen. Dazu verlaufen die Fahrleitungen über den Corso Vittorio Emanuele II. An dessen Ende wird der Palazzo Ducale auf seiner Westseite umrundet, der heute die traditionsreiche Accademia Militare di Modena beherbergt. Über die Piazza Roma, die Via Accademia Militare und den Corso Canal Grande erreicht die Strecke den zentralen Bereich des O-Busnetzes an der Via Emilia. Ab hier folgt sie der Linie 6 durch die südliche Innenstadt, bevor südlich des Piazzale Risorgimento Italiano die gemeinsamen Fahrleitungen verlassen werden. Die Linie 11 verläuft von hier aus auf der Via Pietro Giardini stadtauswärts und zweigt anschließend in die Via Carlo Forlanini ab. Über die Strada Comunale Luzzo wird die südliche Endhaltestelle in der Via Zodiaco erreicht.
Samstagnachmittags und an Sonn- und Feiertagen verkehren die Linien 7 und 11 als 7A und 11A mit vertauschten Linienwegen im Innenstadtbereich, damit auf der Hauptgeschäftsstraße Via Emilia im Zentrum der Stadt eine busfreie Fußgängerzone angeboten werden kann. Die Linie 11 nutzt dafür zwischen Bahnhof und Stadtzentrum den normalerweise von der Linie 7 genutzten westlichen Linienweg über die Autostazione, während Linie 7 auf dem unter der Woche von der Linie 11 genutzten Fahrweg über Piazza Roma direkt in Richtung Osten fährt. Die Überlagerung beider Linien im zentralen Abschnitt der Via Emilia entfällt somit.

## Geschichte

Entwicklung des O-Busnetzes in Modena von 1950 bis 2001

### Einführung des O-Busses
1949 entschied sich die Kommunalverwaltung Modenas für die Einführung des O-Busses in der Stadt als Ersatz für das in die Jahre gekommene Straßenbahnsystem. Die ersten beiden Linien nahmen am 22. Januar 1950 zwischen Crocetta und San Faustino (Linie 3) sowie zwischen Buon Pastore und San Cataldo (Linie 5) ihren Betrieb auf. Am 21. Oktober wurden dann drei weitere Strecken in Betrieb genommen, darunter die Linien 1 und 2, welche den Staatsbahnhof im Norden mit der Stazione Ferrovie Provinciali an der Piazza Manzoni im Süden der Stadt verbanden. Der südliche Teil wurde als Ring angelegt und von der Linie 1 im und der Linie 2 gegen den Uhrzeigersinn bedient. Auf der die Stadt geradlinig von Nordwest nach Südost durchquerenden Via Emilia ging zudem die Linie 4 von Madonnina nach San Lazzaro in Betrieb.
1952 waren nach bereits zwei Betriebsjahren einige Anpassungen am Strecken- und Fahrleitungsnetz notwendig. Die Linie 5 wurde im Süden zum Provinzialbahnhof verlegt, wofür in der Viale Carlo Sigonio ein neuer Oberleitungsabschnitt erstellt wurde. Der dadurch frei werdende Außenast nach Buon Pastore wurde fortan von einer neu eingeführten Durchmesserlinie 6 übernommen, welche zudem den Nordast Crocetta von der Linie 3 übernahm, die dafür neu am Staatsbahnhof endete.

### Expansion
Am 30. September 1957 ging eine neue Linie 7 in Betrieb, die von der Piazza della Torre über Via Farini in das nördlich der Bahnstrecke Mailand–Bologna gelegene Neubauviertel Sacca führte. Sie verkehrte jedoch nur etwas mehr als ein Jahr elektrisch, dann wurde die Linie nach Madonnina erweitert. Der Stadt fehlten zu diesem Zeitpunkt die finanziellen Mittel für den Bau einer Fahrleitung, sodass bis 1959 im Dieselbetrieb gefahren wurde.
Am 8. Dezember 1963 wurde schließlich die Linie 6 in den Stadtteil Sacca erweitert, während Linie 4 für den Bau der Crocetta-Überführung am 14. Juni 1965 „vorübergehend“ eingestellt wurde. Ursprünglich war geplant die Strecke nach Beendigung der Baumaßnahme nach Crocetta zu erweitern, was jedoch ausblieb. Stattdessen wurde die Linie 4 am 24. Juli 1965 zum Neubau des städtischen Krankenhauses erweitert, während die Fahrleitungsanlage auf dem Crocetta-Streckenast stillgelegt blieb und Anfang Juni 1966 endgültig entfernt wurde. Die Bedienung des Krankenhauses übernahm später eine neue Linie 7, welche am anderen Ende über Largo Porta Sant'Agostino zum Staatsbahnhof geführt wurde. Damit wurde auch der Oberleitungsbetrieb auf dem Westast der Linie 4 nach Madonnina eingestellt.
Im Süden wurde die Linie 6 zum 2. Oktober 1967 von Buon Pastore zur Via Conco verlängert, wofür unter anderem eine Querung der SEFTA-Bahnlinie notwendig wurde.

### Rückgang
In den folgenden Jahren prägten einige Streckeneinstellungen das Netz. Durch die Stilllegung mehrerer Regionalbahnlinien um Modena und dem damit einhergehenden Bedeutungsverlust des Provinzialbahnhofs an der Piazza Manzoni wurden zum 21. August 1968 die O-Buslinien 1 und 2 eingestellt. Am gleichen Tag wurde auch der Betrieb der Linie 3 zwischen San Faustino und San Lazarro auf Autobusse umgestellt.
Zum 2. Oktober 1972 erfolgte zudem die Stilllegung der Linie 5 unter dem Vorwand der Schaffung einer Einbahnstraße im Viale Fabrizi. Damit endete neben der Bedienung des San Cataldo-Astes auch der Betrieb der letzten zum Regionalbahnhof führenden O-Buslinie.

### Austerity
Der Netzrückgang wurde durch die sogenannte Austerity beendet. Die zunehmende Knappheit von Treibstoff für den Individualverkehr durch die Ölkrise und ein neu gewonnenes Umweltbewusstsein machte die Verbesserung des ÖPNV-Angebots notwendig. Um eine Überlastung der Innenstadt durch den Busverkehr zu vermeiden, wurden sämtliche Dieselbuslinien auf die Ringstraßen verbannt, womit fortan nur noch die beiden verbliebenen Nord-Süd- und Ost-West-Linien des O-Busnetzes das Zentrum durchquerten sollten. Um die notwendigen Kapazitäten zu erhalten, wurden innerhalb des Stadtrings zwei Hochfrequenz-Shuttlelinien EO (Ost-West) und NS (Nord-Süd) eingerichtet. Die begrenzte Verfügbarkeit von Fahrzeugen machte jedoch die vorübergehende Einstellung der Linie 6 notwendig, wohingegen die Linie 7 zwischen Staatsbahnhof und Klinikum weiterhin elektrisch betrieben wurde. Die Netzreform trat zum 1. Oktober 1973 in Kraft.

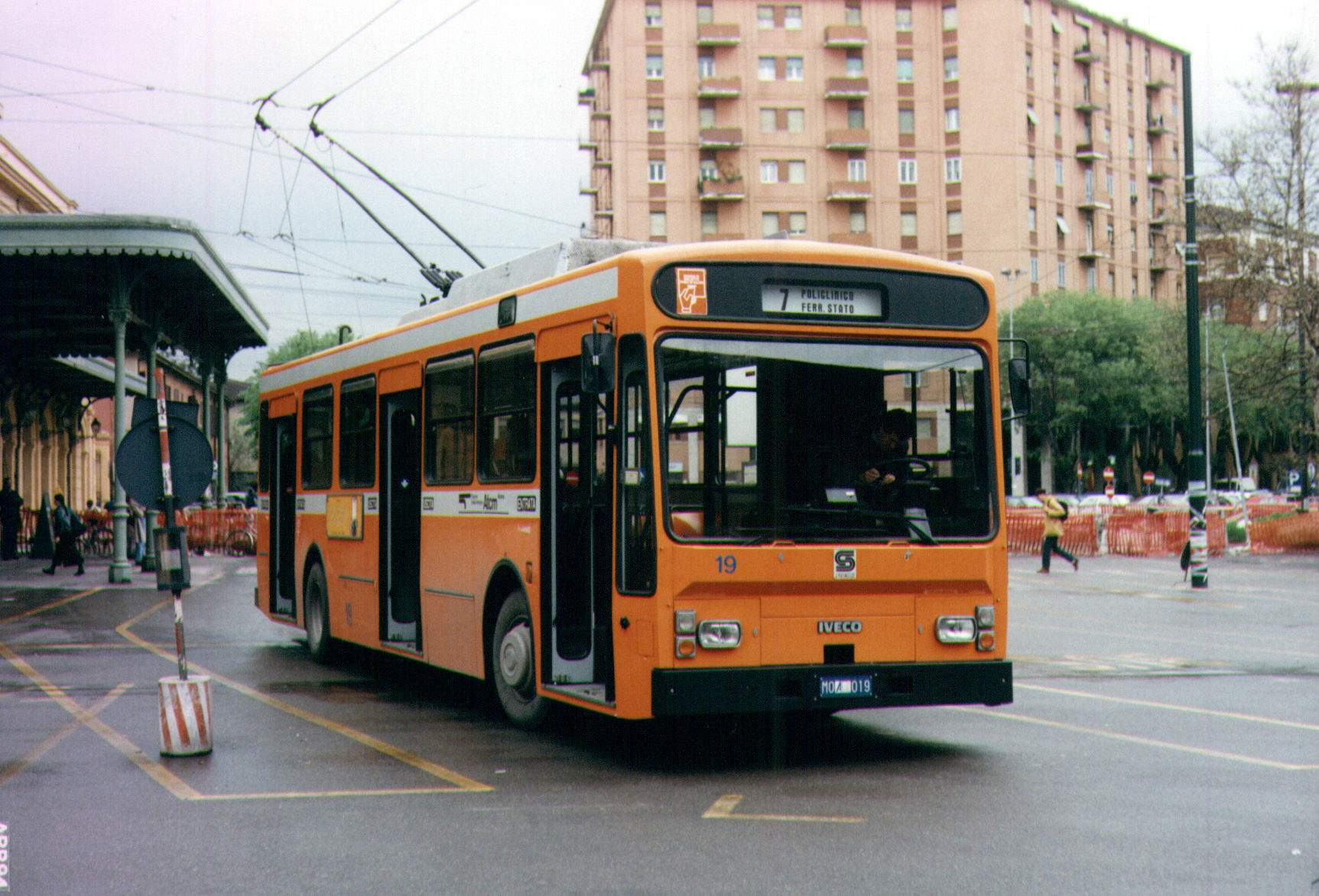
1986 wurde die O-Busflotte mit Lieferung der 14 Socimi 8883 erneuert. Hier hat Wagen 19 im Einsatz auf Linie 7 den Bahnhofsvorplatz erreicht

Auch nach dem Ende der Krisenjahre war man weiterhin bestrebt die hohe Frequenz auf den O-Buslinien zu gewährleisten. Die Shuttles wurden zugunsten der Wiedereinführung der Linien 6 und 7 eingestellt, wobei auf der Linie 6 ein Mischbetrieb mit Autobussen stattfand. Die Trolleybusumläufe auf verkürzter Strecke wurden dabei als 6-Barrato (mit 6/ gekennzeichnet) bezeichnet.
Für die Erneuerung der Flotte gingen im Jahr 1986 insgesamt 14 neue Socimi-Oberleitungsbusse in Betrieb. Die Überalterung des Netzes sorgte jedoch dafür, dass der Einsatz von Oberleitungsbussen immer mehr zurückging. 1993 wurde der Betrieb der Linie 6 gänzlich auf Autobusse umgestellt, womit fortan nur noch die Linie 7 elektrisch betrieben wurde.

### Husler-Plan
Mit Umsetzung des „Piano Husler“ (benannt nach dem Schweizer Ingenieur Willi Husler) begann Mitte der 1990er Jahre die grundlegende Erneuerung des O-Bussystems. Maßnahmen waren unter anderem die Ertüchtigung der Fahrleitung für den Betrieb bei höheren Geschwindigkeiten und die Erhöhung des Fahrstroms von 600 auf 750 Volt Gleichstrom. Die Umbaumaßnahmen an Infrastruktur und die Anpassung der Fahrzeuge machte die Aussetzung des O-Busbetriebs von Oktober 1995 bis Mai 2000 notwendig.

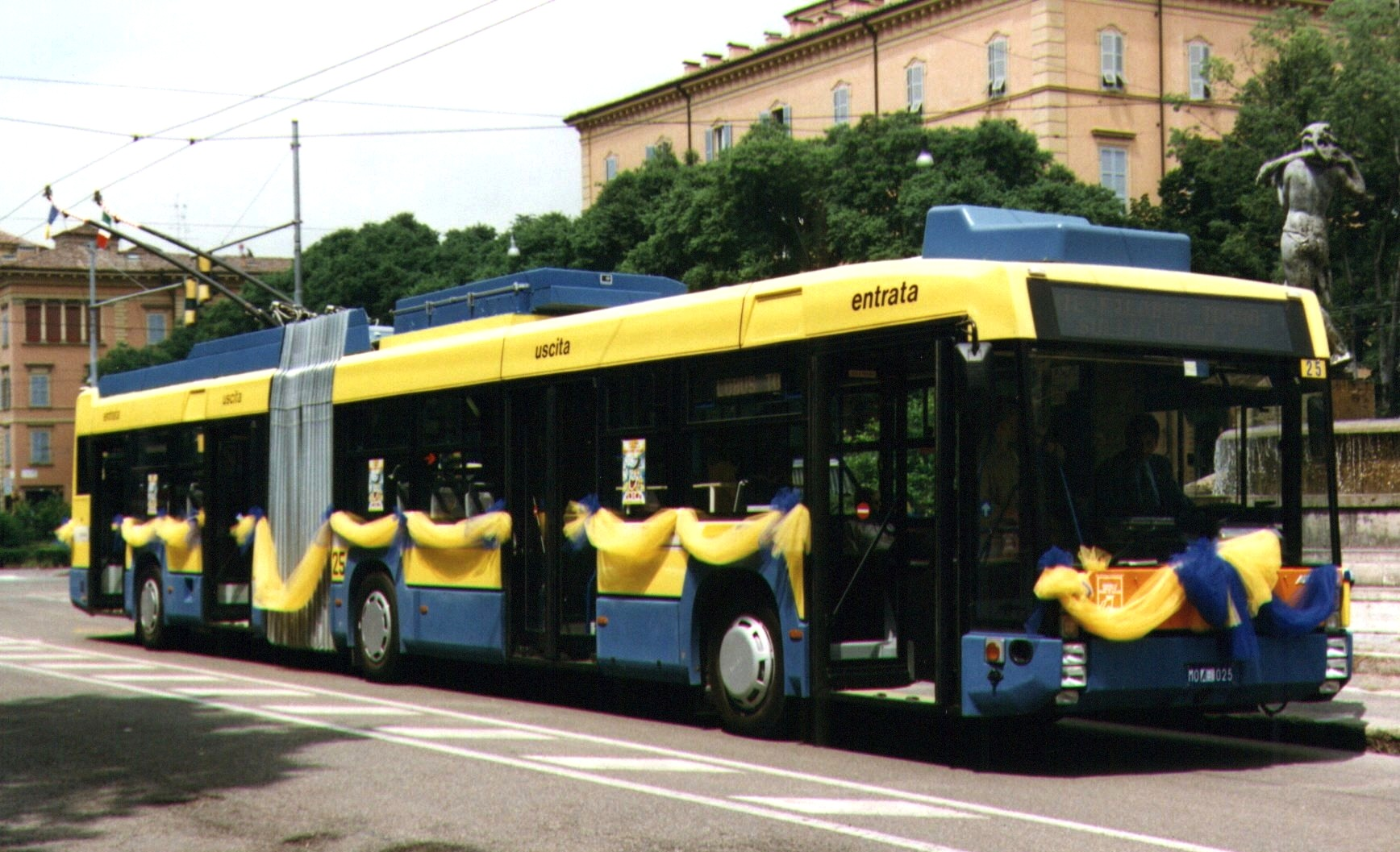
Anlässlich der Wiedereröffnung des O-Bussystems steht der Autodromo BusOtto Gelenk-Obus Nummer 25 am 13. Mai 2000 feierlich geschmückt auf dem Largo Garibaldi

Neben dem Ausbau der Infrastruktur erfolgte Gleichzeitig die Beschaffung von Neufahrzeugen, wobei mit den zehn BusOttos des in Modena ansässigen Unternehmens Autodromo erstmals Gelenkoberleitungsbusse in Niederflurbauweise bestellt wurden. Der erste der auf einem MAN-Fahrgestell aufgebauten Wagen mit Adtranz-Elektrik wurde im Frühjahr 1999 ausgeliefert.
Zusätzlich waren folgende Netzerweiterungen, Reaktivierungen und Verlegungen vorgesehen:
- Autostazione – Via Santi
- Via Conco – Via Forli
- Viale Berengario
- Corso Canal Grande statt Via Farini
- Sacca Überführung – Viale Gramsci
- Sacca – Sant'Anna
- Piazzale Risorgimento – Viale dello Zodiaco

Am 13. Mai 2000 wurde der Betrieb auf der ertüchtigten Linie 7 mit der Inbetriebnahme der BusOttos feierlich wieder aufgenommen, erste Linienfahrten mit den Gelenkwagen fanden dann zwei Tage später statt. Die Wiedereröffnung der Linie 6 erfolgte am 13. November 2000 zwischen Sant'Anna und Via Forli mit den revidierten Socimi-Solowagen. Als letzte Maßnahme wurde am 11. Juni 2001 der O-Busbetrieb auf der bisher konventionell bedienten Linie 11 eingeführt. Gleichzeitig wurde das Netz wie folgt umstrukturiert:
- Linie 6: Via Santi – Viale Berengario – Piazza Roma (Accademia) – Via Forlì
- Linie 7: Via Gramsci – Stazione FS – Autostazione – Policlinico
- Linie 11: Sant'Anna – Stazione FS – Autostazione – Viale dello Zodiaco

### Aktuelle Entwicklungen

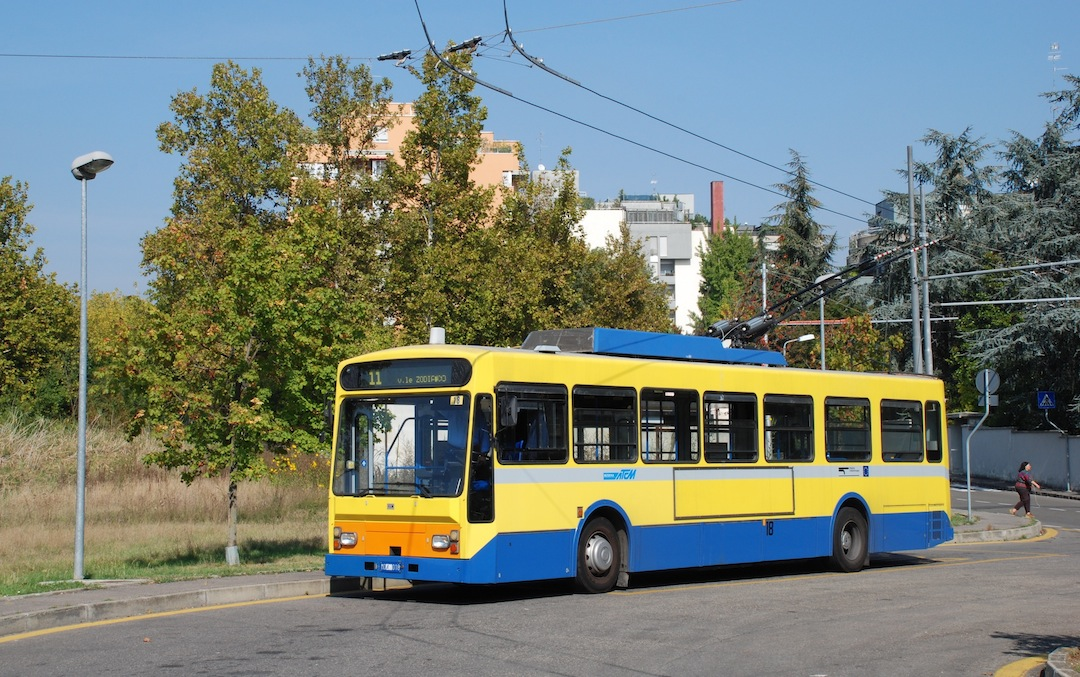
Ein Socimi pausiert an der Endstation Zodiaco der Linie 11, 2007

Zum 2. Juli 2007 ging eine weitere Verlängerung der Linie 7 im Osten der Stadt vom Krankenhaus (Policlinico) zur östlich gelegenen Via Gottardi in Betrieb. Dabei verläuft die Strecke zunächst auf einer Privatstraße mitten durch das Klinikareal, welche einzig dem Krankenhaus- und Linienverkehr vorbehalten ist, und danach durch das östlich angrenzende Uni-Viertel.
Ab 2008 wurde der Wagenpark mit der Lieferung von zunächst fünf und später noch zwei zusätzlichen N6216 Electrolinern von Neoplan beziehungsweise Viseon mit Kiepe-Elektrik verjüngt.
Durch Umstrukturierung entstand zum 1. Januar 2012 aus der bisherigen Betreibergesellschaft Azienda Trasporti e Collettivi Mobilita (ATCM) das neue Unternehmen Emiliana Società Trasporti SpA Autofiloviari (SETA).
Im Frühjahr 2012 wurde zudem eine rund 250 Meter lange Verlängerung am südlichen Ende der Linie 6 von der Via Forli zur Via Chinnici in Betrieb genommen, um ein neues Wohngebiet zu erschließen.

## Depot
Das Depot befindet sich in Sant'Anna in unmittelbarer Nähe zum nordwestlichen Streckenende der O-Buslinie 11. Neben O-Bussen sind auch die Dieselbusse hier beheimatet. Auch die Verwaltungsgebäude und Werkstätten befinden sich auf dem Areal.

## Fahrzeuge

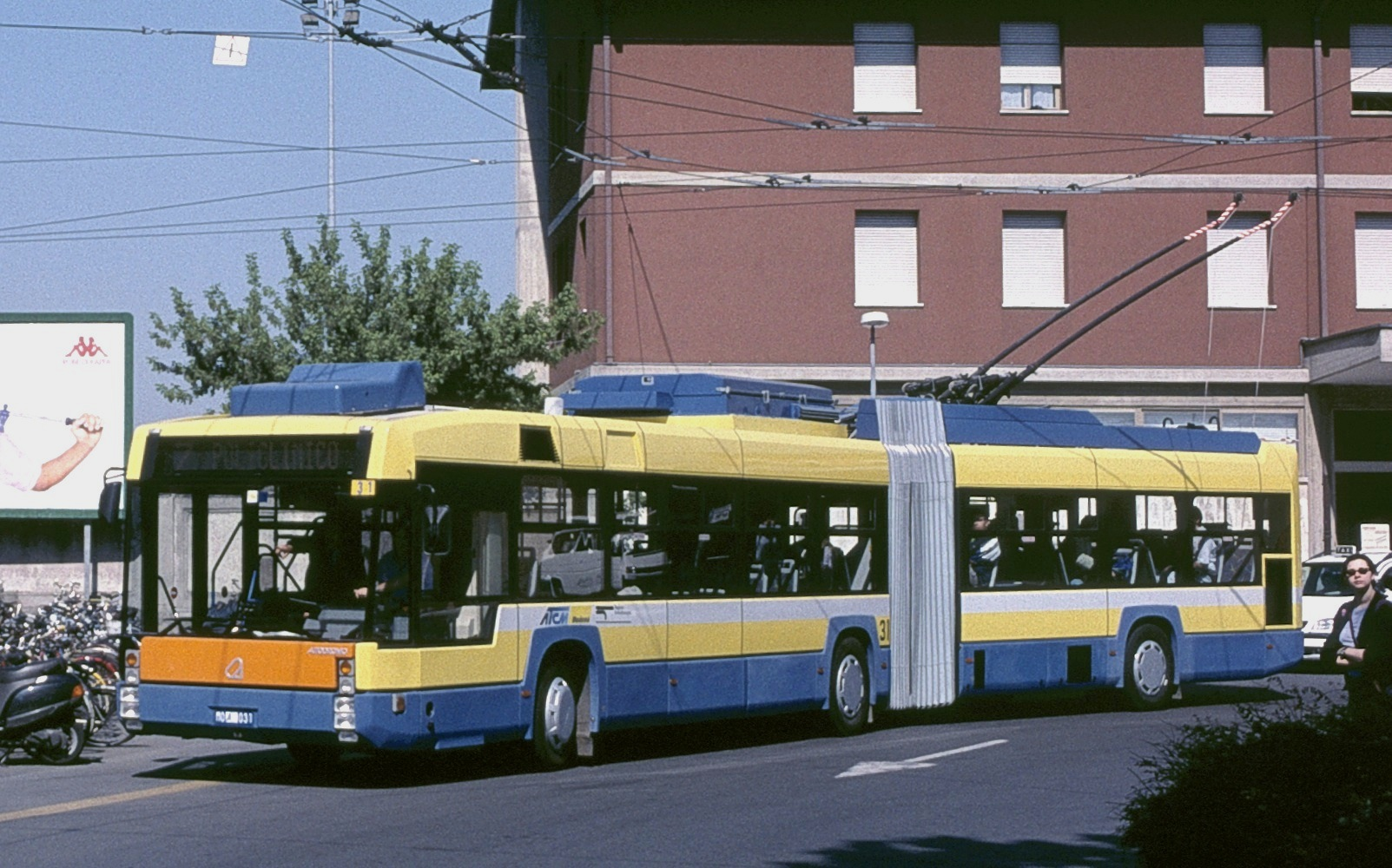
Ein von MAN und Autodromo hergestellter Gelenktrolleybus ist an seinem ersten Einsatztag auf Linie 7 unterwegs

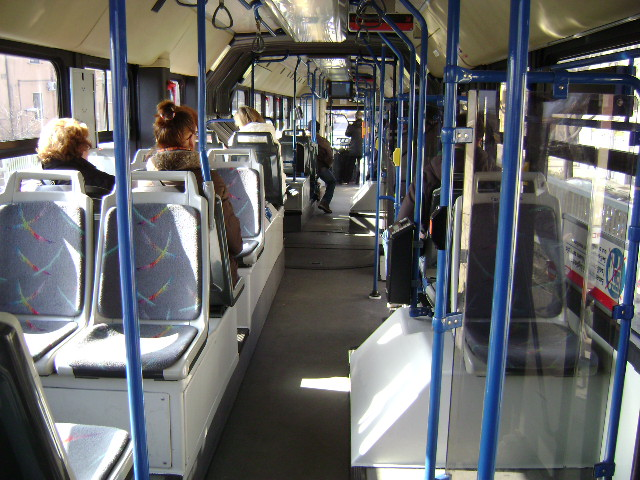
Innenraum eines Autodromo-Gelenktrolleybusses

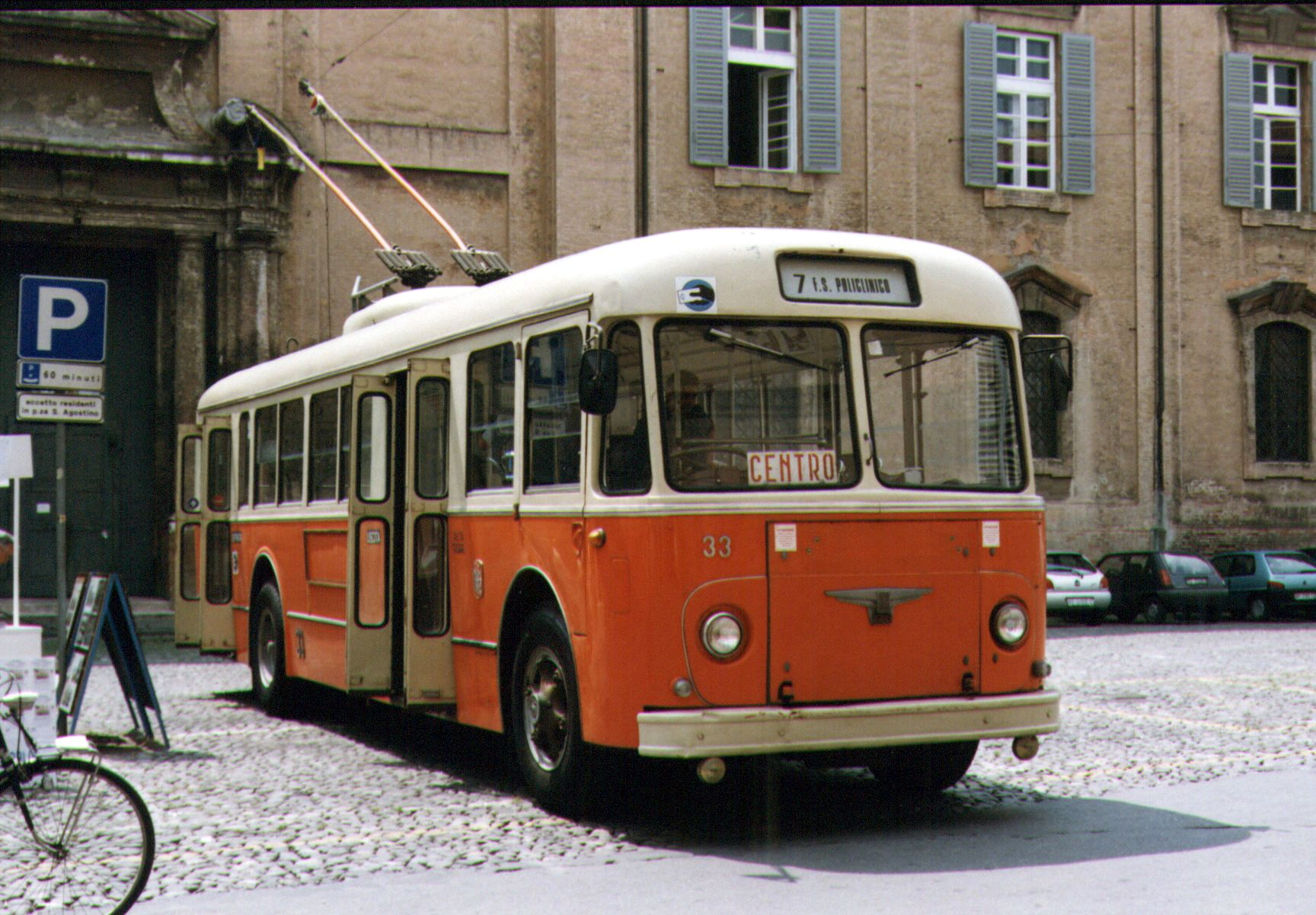
Der von Fiat und Cansa hergestellte Wagen 33 ist bis heute als historisches Fahrzeug in Modena erhalten

### Aktueller Fuhrpark
Derzeit stehen 17 Solowagen und 10 Gelenkzüge zur Verfügung.
| Nummern | Stück | Hersteller               | Elektrik       | Typ                 | Art         | Baujahr   | Anmerkung    |
| ------- | ----- | ------------------------ | -------------- | ------------------- | ----------- | --------- | ------------ |
| 25–34   | 10    | MAN–Bassotto / Autodromo | Adtranz–Kiepe  | BusOtto             | Gelenkwagen | 2000      | niederflurig |
| 01–05   | 05    | Neoplan                  | Vossloh Kiepe  | Electroliner N6216  | Solowagen   | 2008–2009 | niederflurig |
| 06–07   | 02    | Viseon Bus               | Vossloh Kiepe  |                     | Solowagen   | 2009–2010 | niederflurig |
| 35–42   | 08    | Solaris                  | Kiepe Electric | Solaris Trollino 12 | Solowagen   | 2019–2020 | niederflurig |
| 43–44   | 02    | Solaris                  | Kiepe Electric | Solaris Trollino 12 | Solowagen   | 2023      | niederflurig |

Die letzten beiden Electroliner aus einer später eingelösten Option wurden von Viseon komplettiert, nachdem diese die Linienbusproduktion von Neoplan übernommen hat.

### Ehemaliger Fuhrpark
Folgende Fahrzeugserien wurden inzwischen ausgemustert:
| Nummern | Stück | Hersteller      | Elektrik | Typ         | Baujahr   | Einsatzende | Anmerkung                                       |
| ------- | ----- | --------------- | -------- | ----------- | --------- | ----------- | ----------------------------------------------- |
| 11–14   | 04    | Fiat / Cansa    | CGE      | 2 668/F 122 | 1953      |             | ursprünglich für Catania vorgesehen             |
| 15–26   | 12    | Fiat / Cansa    | Marelli  | 668/F 131   | 1949–1950 | 1972        |                                                 |
| 27–28   | 02    | Fiat / Cansa    | Marelli  | 2401        | 1953      | 1967        |                                                 |
| 29–34   | 06    | Fiat / Cansa    | CGE      | 2411        | 1959      | 1986        | Wagen 33 als Museumsfahrzeug erhalten           |
| 35–41   | 06    | Fiat / Menarini | Marelli  | 2411        | 1964      | 1986        | Wagen 37 an Museo Nazionale dei Trasporti       |
| 29–34   | 06    | Fiat / Cansa    | CGE      | 2411        | 1974      | 1986        | aus Livorno übernommen (dort 61, 62, 63 und 65) |
| 11–24   | 14    | Iveco / Socimi  | Albiero  | 8883        | 1986      | 2019        |                                                 |